# Kobuk
Kobuk ist ein von Helmut Qualtinger erfundener fiktiver Eskimodichter.
Nachdem die Presse nicht oder kaum über die Hollandtournee von Qualtingers Studio der Hochschulen berichtet hatte, entwendete er offizielles Briefpapier des österreichischen PEN-Clubs und informierte darauf diverse Zeitungen über den bevorstehenden Besuch des „berühmten Eskimodichters Kobuk“.
Am 3. Juli 1951 fanden sich demgemäß am Wiener Westbahnhof Reporter und Fotografen ein, um die Ankunft des offenbar vom PEN-Club eingeladenen Autors zu dokumentieren. Dem Zug entstieg Qualtinger im Pelzmantel und mit Pelzmütze. Die Frage, wie ihm Wien gefalle, beantwortete er mit „Haas is’s!“ („Heiß ist es!“).
Bereits zuvor hatten etliche Zeitungen aufgrund der Presseaussendung Artikel veröffentlicht. Auch hinterher noch (am 7. Juli – nach Auffliegen des Scherzes) erschien in der Arbeiter-Zeitung ein Bericht über Kobuks angebliche Pläne, zwei Theaterstücke in Wien aufzuführen und eines verfilmen zu lassen, sowie die Wiener Eisrevue zu einer Grönland-Tournee einzuladen. Qualtinger hatte nämlich zuvor mit verstellter Stimme als Dr. Csokor, damals Präsident des österreichischen PEN-Clubs, bei der Arbeiter-Zeitung diesbezüglich angerufen.
Die Aktion gilt als einer der besten von Qualtingers practical jokes – vermutlich inspiriert durch Egon Friedells fiktiven japanischen Dichter Haresu.
Seit 2010 wird unter Kobuk.at ein Medien-Watchblog betrieben, das nach Qualtingers Medienstreich benannt ist.

## Fiktives Leben
Der angeblich am 29. Februar 1889 – im Jahr 1889 gab es allerdings keinen 29. Februar, da 1889 kein Schaltjahr war – in Iviktut geborene Inuitdichter soll mehrere Romane und Theaterstücke verfasst haben, deren eigenartige Verbindung von magischem Realismus und nordischer Mythologie ihn auch über die Grenzen seiner engeren Heimat bekannt gemacht haben sollen. Kobuk soll mit Martin Andersen Nexø, Jack London und Stefan Zweig befreundet gewesen sein.

### Werke (bisher nicht erschienen)
- Brennende Arktis, Berlin, 1927
- Kolchoz, Zürich, 1941
- Heia Musch Musch, Schlittenhundroman
- Nordlicht über Iviktut (angeblich als Song of the Iceman von MGM verfilmt), grönländische Trilogie
- Theaterstücke
  - Verlassener Kajak
  - Einsames Iglu
  - Die Republik der Pinguine, satirische Komödie